# オープンソースハードウェア協会
オープンソースハードウェア協会（オープンソースハードウェアきょうかい、英: Open Source Hardware Association、OSHWA）は、オープンソースハードウェアを推進する非営利団体である。TAPR Open Hardware License、CERNのオープンソース開発グループ、Open Source Initiative（OSI）などの他の団体と積極的に協力しながら、あらゆる種類のオープンソースハードウェア活動の拠点として機能することを目指している。また、多様性やインクルーシブ・ランゲージの推進にも積極的に取り組んでいる。

## 歴史
OSHWAは、大学院在学中にオープンハードウェアサミットに取り組んでいたアリシア・ギブ (Alicia Gibb)によって2012年6月に設立された。OSIとの商標に関する議論の後、2012年にOSHWAとOSIは共存協定を締結した。

## オープンソースハードウェアサミット
オープンソースハードウェアサミット (Open Source Hardware Summit) は、OSHWAが毎年異なる場所で開催するオープンハードウェアコミュニティ向けの年次集会である。サミットでは、さまざまな講演者によるオープンハードウェア分野のプロジェクトや開発のプレゼンテーションが行われる。OSHWAは、女性、LGBTA+、その他のマイノリティがオープンテクノロジーに積極的に参加することを奨励するために、サミットの費用をカバーするAda Lovelace Fellowshipを提供している。2024年のオープンハードウェアサミットは、2024年5月3日、4日にカナダのモントリオールにあるコンコルディア大学とlespacemakerで開催された。  

## オープンソースハードウェアの認定
2016年、OSHWAはオレゴン州ポートランドで開催されたオープンハードウェアサミットでオープンソースハードウェアの認定プログラムを発表した。この認定は、オープンソースハードウェアの製造元が自社製品がオープンソースコンプライアンスの統一された明確な基準を満たしていることを示すためのシンプルなプロセスを提供することを目的としている。